# Wełykyj Szczymel
Wełykyj Szczymel (ukr. Великий Щимель) – wieś na Ukrainie, w obwodzie czernihowskim, w rejonie koriukowskim, w hromadzie Snowśk. W 2023 liczyła 733 mieszkańców.